# Arbeitnehmerveranlagung
Die Arbeitnehmerveranlagung (ANV, umgangssprachlich auch Steuererklärung, Steuerausgleich oder wie früher amtlich Jahresausgleich) ist in Österreich die jährliche Festsetzung der Lohnsteuer (amtlich Einkommensteuer) für das Einkommen der Arbeitnehmer.

## Hintergrund
Für nicht selbständig erwerbstätige Arbeitnehmer wird die Lohnverrechnung vom Arbeitgeber durchgeführt. Dabei werden unter anderem auch die auf der Arbeitnehmerseite anfallenden Sozialversicherungsbeiträge sowie die eventuell anfallende Lohnsteuer anhand der vorläufig berechneten Lohnsteuerbemessungsgrundlage abgeführt. Grundsätzlich wird die Lohnsteuer (Einkommensteuer) aber jährlich und mit eventuellen weiteren zu berücksichtigenden Abzügen berechnet. Die endgültige Festsetzung der Lohnsteuer ist die Arbeitnehmerveranlagung.

## Prinzip
Die Daten der Lohnverrechnung werden von den Arbeitgebern beziehungsweise den bezugsauszahlenden Stellen (beispielsweise auch Arbeitsmarktservice) als Jahreslohnzettel an das Finanzamt übermittelt. Auf Basis dieser kann die Arbeitnehmerveranlagung (amtlich Erklärung zur Arbeitnehmerveranlagung) eingegeben werden und anhand der eingegebenen Daten wird der Einkommensteuerbescheid für das jeweilige Jahr vom Finanzamt – zuständig ist dafür das Wohnsitzfinanzamt – erstellt. Der Jahreslohnzettel muss vom Arbeitgebern spätestens bis 28. Februar des Folgejahres beim Finanzamt vorliegen. Somit kann die Pflichtveranlagung spätestens ab diesem Zeitpunkt durchgeführt werden.
Die Arbeitnehmerveranlagung kann in elektronischer Form über FinanzOnline oder in Papierform mit bei den Finanzämtern bestell- und abholbaren Formularen (L1 und Unterkategorien wie L1k, L1i, E30 für den Familienbonus Plus etc.) eingegeben werden.

### Pflichtveranlagung
Unter gewissen Voraussetzungen sind verpflichtende Eingaben zur Arbeitnehmerveranlagung durchzuführen, diese sind zum einen die Korrektur von falschen Daten, die der Lohnverrechnung mitgeteilt wurden (beispielsweise eine falsche Höhe des zustehenden Pendlereuro oder anderer Absetzbeträge) oder auch der Bezug eines weiteren Einkommen, das in der Lohnverrechnung nicht in jeweils voller Höhe berücksichtigt wurde (da grundsätzlich jede Lohnverrechnung davon ausgeht, dass der Arbeitnehmer nur in diesem Betrieb Einkommen bezieht). Das Finanzamt fordert Personen zur Eingabe auf, die Krankengeld aus der gesetzlichen Sozialversicherung, Entschädigungen für Truppenübungen der Miliz, Bezüge aus einem Dienstleistungsscheck oder Zahlungen aus dem Insolvenz-Entgelt-Fonds erhalten haben, weiters Personen, denen Beiträge zur gesetzlichen Sozialversicherung rückerstattet worden sind und Personen, bei denen die Lohnverrechnung einen Freibetragsbescheid berücksichtigt hat.
Die Frist für das Einreichen der Arbeitnehmerveranlagung endet am 30. April des Folgejahres, bei elektronischer Übermittlung am 30. Juni des Folgejahres (für 2020 also am 30. April bzw. 30. Juni 2021).

### Freiwillige Veranlagung
Die Eingabe einer freiwilligen Veranlagung ist jederzeit bis zu fünf Jahre im Nachhinein möglich (somit für das Jahr 2020 bis 31. Dezember 2025). Grundsätzlich ist es üblich, die Arbeitnehmerveranlagung nur bei einer erwarteten Steuergutschrift einzugeben.
Geltend gemacht werden können in der Arbeitnehmerveranlagung alle Absetzbeträge wie Alleinverdiener- und Alleinerzieherabsetzbetrag, der Kinderfreibetrag, das Pendlerpauschale und Freibeträge wie der Pendlereuro, für Werbungs- und Sonderkosten sowie außergewöhnliche Belastungen und ab dem Jahr 2019 auch der Familienbonus Plus, wenn diese nicht bereits bei der Lohnverrechnung berücksichtigt wurden.
Meistens ist eine Steuergutschrift zu erwarten, wenn die Lohnverrechnung nicht alle zustehenden Frei- und Absetzbeträge berücksichtigt hat oder man nicht während des gesamten Jahres gleich hohe Bezüge erhalten hat. Ebenso wird im Rahmen der Arbeitnehmerveranlagung die Sozialversicherungserstattung (umgangssprachlich Negativsteuer) ausbezahlt.

#### Antragslose Arbeitnehmerveranlagung
Seit dem Jahr 2017 wird unter bestimmten Voraussetzungen auch ohne vorherige Eingabe eine Arbeitnehmerveranlagung automatisch vom Finanzamt durchgeführt. Dies geschieht, wenn das Finanzamt davon ausgeht, dass die Daten der letzten eingegebenen Arbeitnehmerveranlagung nach wie vor gültig sind und keine Werbungs- oder nicht erfassten Sonderkosten beziehungsweise andere separat einzugebende Kosten (wie nicht von der Lohnverrechnung berücksichtigte Absetzbeträge oder außergewöhnliche Belastungen) berücksichtigt werden müssen, noch keine Arbeitnehmerveranlagung eingereicht wurde und eine Steuergutschrift entsteht. Die antragslose Arbeitnehmerveranlagung wird im zweiten Halbjahr des Folgejahres (beispielsweise für das Jahr 2017 ab Juli 2018) durchgeführt, nach Abschluss der Berechnung erhält der betroffene Steuerpflichtige ein Informationsschreiben des Finanzamtes zur Überprüfung der Korrektheit beispielsweise der Bankverbindung, danach wird die Gutschrift ausbezahlt oder bei bestehenden Rückstand auf dem Steuerkonto dort gutgeschrieben.
Eine antragslos erstellte Arbeitnehmerveranlagung kann innerhalb der Fünfjahresfrist durch Eingabe einer Arbeitnehmerveranlagung „überschrieben“ werden.

## Beratung
Beratung zur Arbeitnehmerveranlagung kann man bei der Arbeiterkammer und bei Steuerberatern einholen. Die Kosten für die Inanspruchnahme einer Steuerberatung können als Werbungskosten abgesetzt werden. Zudem veröffentlicht das Bundesministerium für Finanzen jährlich das Steuerbuch als umfangreiches Nachschlagewerk zur Arbeitnehmerveranlagung.